# Cittanova
Cittanova ist eine süditalienische Gemeinde (comune) in der Metropolitanstadt Reggio Calabria in Kalabrien. Die Gemeinde liegt etwa 47 Kilometer nordöstlich von Reggio Calabria und etwa 36 Kilometer südlich von Vibo Valentia. Cittanova gehört zu den Gemeinden der Piana di Gioia Tauro. Sie liegt am Rande des Parco nazionale dell'Aspromonte.

## Geschichte
Wie der Name Cittanova als Neue Stadt bereits andeutet, handelt es sich um eine recht junge Gründung. 1618, nach einem verheerenden Erdbeben in der seismisch sehr aktiven Region im Jahre 1616, wurde das kleine Örtchen Nuovo Casale di Curtuladi zu Castelnuovo. Und schließlich, mit Verleihung des Status Città zu Cittanova. Bei dem bzw. den folgenden großen Erdbeben von 1783 wurde auch Cittanova zerstört.

Viktor Emanuel III. besucht im September 1906 das zu Cittanova gehörende Dorf Zomaro nach einem Erdbeben

## Wirtschaft und Verkehr
Cittanova liegt an einem herabgestuften Teilstück der früheren Strada Statale 111 (heute: Strada Provinciale 1) von Gioia Tauro nach Locri. Ein kleiner Bahnhof liegt an der von der Ferrovia Calabria betriebenen Schmalspurbahn (950 mm Spurbreite) von Gioia Tauro nach Cinquefrondi.

## Städtepartnerschaften
- Iwangorod, Russland
- Caltanissetta, Italien

## Söhne und Töchter der Stadt
- Francesco Biangardi (1832–1911), Bildhauer (zeitweilig in Cittanova)
- Michele Guerrisi (1893–1963), Bildhauer